# サイラゴ
サイラゴ（Thailog）は、アメリカアニメ『ガーゴイルズ』に登場する架空の人物。
（声 - 楠大典/英 - キース・デイヴィッド）

## プロフィール
- 生年月日：1995年　35歳
- 身長：213.36cm
- 体重：136.36
- 性別：雄
- 出身地：アントン・セバリアスの研究所
- 特技：プログラムによる高い知力、機械操作
- 趣味：金儲け及び悪事
- 苦手なもの：太陽光
- 血縁者：ゴライアス（兄または父親）　アンジェラ（姉または姪）
- 好物：太陽光及び月の光と夜の暗闇

## 人物
ザナトスとアントン・セバリアス博士によってゴライアスの右腕の血液から作られたゴライアスのクローン。アンジェラはサイラゴの姉でもあり、また姪でもある。アンジェラとは逆にゴライアスの人間に対する不信感や憎しみを受け継いだ性格でもありゴライアスの「影を継ぐもの」である。ザナトスが自らの野望のために利用するべくセバリアスに造らせた。体色はゴライアスと違い漆黒の黒で髪の色は白色で両目は常に感情が高ぶったときのデモーナのように赤い目をしている。
性格はツンデレではあるがゴライアスと正反対で冷酷で卑劣。敵であるゴライアスに親しみを込めて接するなど、ゴライアスに父親または兄としての愛情を求めていたようである。戦いではレーザーガンを用いた不意打ちや奇襲を好む。セバリアスによるプログラムによって知力はゴライアスを大きく上回っている。生みの親であるセバリアスの影響なのか何よりも金が好きで金に対する執着心が強い。誕生してすぐに考えたことは生みの親であるセバリアスとザナトスから1千万ドルを奪い、2人共まとめて始末するというものだった。
ただし、肉親でもあるゴライアスとは金を山分けして一緒に世界征服しようと持ちかけている。クローンではあるもののゴライアスのことを父親かまたは兄と思っているものの考えの違いから敵対する。ザナトスとセバリアスに造られたものの誕生した瞬間に生みの親であるザナトスとセバリアスをあっさり裏切りタンカーもろとも抹殺しようとした。ゴライアスらが余程邪魔だったらしく何度となくゴライアス、デモーナ、アンジェラの3家族の抹殺を図った。特に、アンジェラにはゴライアスと家族として親しくしているためか、嫉妬しているようで何度も殺そうとしている。ゴライアスのことを「君」（きみ）と呼ぶ。最初の戦いではザナトスから奪った1千万ドルを取りに行くためにゴライアスが止めるのも聞かずに燃え盛るタンカーに戻り爆発に巻き込まれ消息を絶つ。
しかし、生存しており後にパリのノートルダム寺院にノートルダムの怪物として彫像に化けて潜伏。デモーナと組んでマクベスに結婚詐欺を仕掛けるもやはりゴライアスらに敗北した。その後、再びデモーナと組みクローンガーゴイル軍団を率いてゴライアスらと戦うも、アンジェラを殺そうとしてしまったために娘を守ろうとするデモーナに敗北し遊園地の爆炎に消える。
その後、再び登場したが不完全なクローンであったために寿命を迎え始めており、アンジェラはサイラゴを含むクローンガーゴイル達が全員で助かるために全員でワクチンを使うように提案するが、サイラゴはこれを拒否し、ワクチンを自分1人で独占するためにゴライアスらと戦いとなる。戦いでは寿命を迎え始めていたためにゴライアスらに追い詰められるものの愛用のレーザーガンを遠隔操作しレーザーガンの電流攻撃による不意打ちでゴライアスらをダウンさせ、偽のクローンワクチンを奪って逃走する。ワクチンを奪った後、本物と偽り金と交換で入手したワクチンは実はワクチンなどではなく、強力なクローン破壊ウイルスであることを知ったためセバリアスに仕返しするために研究所に戻って来るが、研究所で暴れるアントンとの三つ巴戦となり、ゴライアスを助けるためのアントン・セバリアスJrとの戦いの中、ゴライアスに「君の苦しむ姿をもっと見ていたかったよ」と言いそのまま寿命が尽きて笑いながら石化（死亡）した。ツンデレ故にゴライアスに対しては最後まで素直になれなかったようである。
なお、サイラゴの2度の敗因の原因はアンジェラであり、アンジェラがいなければ2度目の戦いではハドソンらを人質にとっていたため勝っていた可能性もある。コミックのエピソードではアンジェラら不在のワイバーン城をデライラを除くクローンガーゴイル軍団と共に襲撃し、不意打ちでゴライアスの胴体をバズーカで撃ち抜き他のクローンガーゴイル達と共に追い詰めるが、異世界からやって来たという設定でガーゴイルズの世界に現れたアラジンのジャスミンとデライラが助けに駆け付けたため逆転されてしまう。
コミックではアニメよりもさらに凶暴な性格となっており姿もよりおぞましい姿をしている。ただし、コミックでは寿命を迎えることはなく他のクローン達と共に存命で地下鉄道に住むこととなった。
サイラゴの目的は純粋な主人公との勝負などではなく金儲けであり、金にしか興味がなくゴライアスとの勝負はどうでもいいものである。作中でも自分の手は汚さず、ゴライアスを始末できればそれでいいと考えていた。玩具はゴライアスのフィギュアの色変えである。

## 未来世界
もう一つの未来世界では『クローン戦争』で死亡しており、地球の支配者となったサイバーザナトスにより量産された量産型が大量に登場し、ザナトスの尖兵となっていた。量産型はサイボーグ化されておりレキシントンの妨害電波でほとんどが倒され、残りもゴライアスやデモーナらレジスタンスの活躍により全て倒された。

## サイラゴトルーパー
もう一つの世界でサイバーザナトスの配下として登場した量産されたサイラゴ。大軍でありサイバーザナトスの先兵として世界中に分布していた。量産したオリジナルのサイラゴに機械を埋め込みサイボーグ化したものである。オリジナルが装備しているよりも強力なレーザーガンを装備しており、サイバーザナトスに反抗する人間を処刑する役目も担っている。装備している服装やプロテクターなどはオリジナルのものとはかなり異なる。無理な機械改造により戦闘能力はオリジナルよりも劣る。また、サイボーグであるためレキシントンの妨害電波でほとんどが破壊されてしまい、残った者もブルックリンらレジスタンスに倒された。

## クローン戦争
1995年のもう一つの未来世界で起きた、サイバーザナトスに率いられた量産型サイラゴ軍団とブルックリンらガーゴイル軍団との間で起きた戦争。この戦争でサイラゴ、タロン、マギー、ファングが死亡。レキシントンとブロードウェイは戦いの傷によりサイボーグとなり、勝利したサイバーザナトスは地球の支配者となった。

## ガーゴイルとして
基本的にはガーゴイルであるため日光を浴びると石化する。しかし、セバリアスのプログラムによりゴライアスを凌ぐ知力を備える。またクローンとして不完全なため大変寿命が短く半年～1年程度しか生きることができない。

## 戦闘能力
知力はゴライアスを上回るものの、戦闘での経験知不足などにより戦闘能力はゴライアスにかなり劣り実力に自信がないため常にレーザーガンを手放さず、銃による不意打ちを好む。特に実戦での戦闘経験不足が致命的な弱点でもある。巨体なものの自分の半分程度の大きさのデモーナにもパワーで劣っている。

## クローンガーゴイル
セバリアスによって作られた、マンハッタン一族らのクローン。セバリアスのプログラムによりサイラゴとデライラ以外はオリジナルの力を大きく凌ぐ。反面、寿命が大変短い。セバリアスがワクチンを作れば存命が可能である。なんとかコミックでは全員が寿命を迎えることはなく生存し、タロン達が不在となり使わなくなった地下鉄道に棲むこととなった。
アニメでは、ゴライアスら全員が寿命を迎え始めたクローン達を助けることを躊躇う中、唯一アンジェラだけが躊躇わずに助けようとした。その後、ゴライアスらの決断の遅れとサイラゴの妨害もあってアンジェラの努力は水の泡と化した。石化後はアントンを除く全員がゴライアスらによって城に運ばれそれぞれの場所に未来に望みを託し彫像として安置されることとなった。